# Центральный Гап
Центра́льный Гап (фр. Gap-Centre) — кантон во Франции, находится в регионе Прованс — Альпы — Лазурный Берег, департамент Верхние Альпы. Входит в состав округа Гап.
Код INSEE кантона — 0526. В кантон Центральный Гап входит часть коммуны Гап.

## Население
Население кантона на 2007 год составляло 8 090 человек.
| 1962 | 1968 | 1975 | 1982 | 1990  | 1999  | 2006 | 2007  | 2008 |
| ---- | ---- | ---- | ---- | ----- | ----- | ---- | ----- | ---- |
| —    | —    | —    | —    | 6 392 | 7 012 | —    | 8 090 | —    |